# Berlins fald
|  | Denne artikel handler om filmen. For Berlins fald i 1945, se Slaget om Berlin |
Berlins fald (russisk: Падение Берлина, da.: Padenie Berlina) er en sovjetisk krigs- og propagandafilm i to dele fra 1950 produceret af Mosfilm og instrueret af Michail Tjiaureli. Filmens manuskript er skrevet af Tjiaureli og Pjotr Pavlenko med filmmusik komponeret af Dmitrij Sjostakovitj.
Filmen handler ikke kun om indtagelsen af Berlin i 1945, men om Sovjetunionens involvering i hele 2. verdenskrig med et fokus på en meget positiv beskrivelse af den rolle, som Sovjetunionens leder Josef Stalin (spillet af Mikheil Gelovani) spillede under krigen. Filmen anses som et af de væsentligste udslag af den personkult, der blev opbygget omkring Stalin og et eksempel på den sovjetiske kunstretning sovjetisk realisme. Efter Stalins død og under den efterfølgende af-stalinisering blev filmen forbudt fremvisning i Østblokken i flere årtier.

## Handling

### Del 1
Den generte stålarbejder Aleksej Ivanov har overgået fabrikkens produktionsmål og er blevet udvalgt til at modtage Leninordenen og til at mødes personligt med Josef Stalin. Aleksej forelsker sig i den idealistiske lærer Natasja, men har svært ved at nærme sig hende. Da han møder Stalin, der passer sin have, hjælper Stalin Aleksej til at forstå sine følelser, og Stalin forklarer, at Aleksej skal fremsige poesi for hende. Derefter spiser de begge en frokost med resten af den sovjetiske ledelse i Stalins hjem. Efter hjemkomsten fra Moskva bekender Aleksej sin kærlighed til Natasja. Mens de begge går en tur i en hvedemark, bliver deres by angrebet af tyskerne, som invaderer Sovjetunionen. Aleksej mister bevidstheden og synker i et koma. Da han vågner, får han at vide, at Natasja er savnet, og at tyskerne står uden for Moskva. I hovedstaden planlægger Stalin forsvaret af byen og forklarer den demoraliserede Georgij Sjukov, hvordan han skal indsætte sine styrker. Aleksej melder sig frivilligt til Røde Hær og deltager i oktoberrevolutionsparaden i 1941 og i Slaget om Moskva. 
I Berlin modtager Hitler velsignelser fra sine allierede – Spanien, Tyrkiet, Vatikanet, Rumænien og Japan – og ser en lang kolonne af sovjetiske slaverarbejdere, herunder Natasja. Hitler er rasende over at høre, at Moskva ikke er faldet. Han afskediger Walther von Brauchitsch fra sit embede og tilbyder kommandoen over hæren til Gerd von Rundstedt; sidstnævnte afviser og siger, at Stalin er en stor leder, og Tysklands nederlag er sikkert. Hitler beordrer angreb på Stalingrad. I mellemtiden forhandler Hermann Göring med den britiske kapitalist Charles Bedstone, som forsyner Tyskland med nødvendige materialer. Efter den sovjetiske sejr i Stalingrad fortæller Vasilij Tjujkov til Aleksej, at Stalin altid er sammen med Den Røde Hær. 
Historien springer til Jaltakonferencen, hvor Stalin og hans Vestallierede diskuterer krigens fremtid.

### Del 2
Stalin giver ordre til sine generaler om at indtage Berlin. Aleksejs eliteenhed rykker frem mod Berlin, hvor Hitler har et nervesammenbrud og forlanger at de tyske soldater kæmper til den bitre ende. Tyskerne planlægger at henrette fangerne i den koncentrationslejr, hvor Natasja holdes fanget, før den Røde hær når frem, men Aleksejs enhed befrier fangerne, før tyskerne kan nå at myrde dem. Natasja besvimer, men Aleksej kan ikke finde hende. Hitler og det tyske lederskab bliver desperate og mister realitetssansen, jo tættere de sovjetiske styrker kommer på Berlin. Hitler beordrer Berlins undergrundsstationer oversvømmet og tusinder af civile drukner. Hitler gifter sig med Eva Braun og begår selvmord med gift. General Hans Krebs overbringer nyheden om Hitlers død til sovjetiske hær og trygler om en våbenhvile. Stalin afviser og fastslår, at kun en betingelsesløs kapitulation kan accepteres. Aleksej udpeges til at bære sejrsfanen sammen med Mikhail Jegorov og Meliton Kantaria. Deres enhed stormer Rigsdagsbygningen og de tre planter fanen på bygningens tag. Tyskerne overgiver sig, og den Røde hærs soldater fra hele USSR fejrer sejren. Stalins fly lander i Berlin, og han modtages af en begejstret folkemængde fra "alle nationer", der holder plakater og bannere med Stalins billede og alverdens landes flag. Stalin holder en tale, hvor han opfordrer til fred i verden. 
Aleksej og Natasja genkender hinanden i folkemængden, og de bliver genforenet. Natasja spørger Stalin, om hun må kysse hans kind, og de omfavner hinanden, mens de befriede fanger på forskellige sprog takker Stalin. Filmen slutter med, at Stalin ønsker alle fred og glæde. 

## Medvirkende
- Boris Andrejev som Aleksej Ivanov
- Mikheil Gelovani som Josef Stalin
- Jurij Timosjenko som Kostja Zajtjenko
- Marina Kovaljova som Natasja Rumjantseva
- Vladimir Saveljev som Adolf Hitler
- Vladimir Kenigson som General Hans Krebs
- Maksim Sjtraukh som Vjatjeslav Molotov
- Nikolaj Mordvinov som Lavrentij Berija (klippet ud i 1953)
- Aleksej Gribov som Kliment Vorosjilov
- Nikolaj Ryzjov som Lasar Kaganovitj
- Aleksandr Khanov som Nikolaj Bulganin
- Gavriil Belov som Mikhail Kalinin
- Ruben Simonov som Anastas Mikojan
- Fyodor Blazhevich som Marskal Georgij Sjukov
- Andrei Abrikosov som General Aleksej Antonov
- Konstantin Bartashevich som General Vasilij Sokolovskij
- Sergei Blinnikov som Marskal Ivan Konev
- Boris Livanov som Marskal Konstantin Rokossovskij
- Vladimir Lyubimov som Marskal Aleksandr Vasilevskij
- Boris Tenin som General Vasily Chuikov
- Mikhail Sidorkin som General Sergej Sjtemenko
- Oleg Frelikh som Franklin D. Roosevelt
- Viktor Stanitsyn som Winston Churchill
- Marie Nováková (Koptová) som Eva Braun
- Jan Werich som Hermann Göring
- Nikolai Petrunkin som Joseph Goebbels
- Vladimir Renin som Field Marshal Gerd von Rundstedt
- Nikolai Plotnikov som Field Marshal Walther von Brauchitsch
- Vladimir Pokrovsky som General Alfred Jodl
- Karel Roden Jr. som Charles Bedstone
- Miroslav Homola som Heinz Linge (krediteret som K. Homola)
- Dmitrij Dubov som Mikhail Jegorov
- Georgij Tatishvili som Meliton Kantaria
- Veriko Anjaparidze som mor til den faldne tysk soldat Hans
- Nikolaj Bogoljubov som Khmelnitskij
- Sofja Giatsintova som Antonina Ivanovna, Ivanovs moder
- Jevgenija Melnikova som Lidija Nikolajevna, sekretær
- Dmitrij Pavlov som Tomashevitj
- Andrej Petrov som pilot
- Ivan Solovyov som Johnson
- Tamara Nosova som Katja
- Leonid Pirogov som James F. Byrnes

## Produktion

### Baggrund
Udviklingen af personkulten omkring Stalin begyndte allerede i slutningen af 1930'erne, men blev marginaliseret under Anden Verdenskrig. For at mobilisere befolkningen mod fjenden fokuserede sovjetiske film under og umiddelbart efter krigen på historiske helte, der forsvarede Rusland, eller på folkets bedrifter. Stalin var alene en karakter i to film under krigen. Men da sejren syntes sikker, strammede Stalin sit greb  over alle aspekter af det sovjetiske samfund, herunder også om filmindustrien. Efter 1945 vendte kultdyrkelsen tilbage til sovjetisk film med større intensitet end nogensinde før, og han blev krediteret som den eneste arkitekt bag Tysklands nederlag. Denise J. Youngblood skrev, at der kort efter krigsafslutningen kun var tre slags krigshelte tilbage: "de døde, de lemlæstede og Stalin."

### Begyndelsen
Georgieren Mikhail Tjiaureli, Stalins yndlingsinstruktør, og forfatteren Pjotr Pavlenko havde allerede samarbejdet om at skabe en anden film, der dyrkede Stalin og personkulten, Den store arv. Den sovjetiske minister for film, Ivan Bolsjakov, pålagde dem begge at begynde arbejdet med Berlins fald kort efter udgivelsen af Den store arv i juli 1946. Filmen blev tænkt som Mosfilm-studiets gave til Stalin til dennes officielle 70-års fødselsdag, som skulle afholdes den 21. december 1949. Berlins fald skulle være del af en serie på ti film om lederens rolle i Anden Verdenskrig, med titlen Stalins ti slag, selvom filmene ikke stemte overens med de den serie af offensiver, der som led i Stalinkulten blev benævnt Stalins ti slag. Projektet blev kun delvist gennemført inden Stalins død.

### Produktion
Som med alle film, hvor hans karakter optrådte, var Stalin meget interesseret i arbejdet med Berlins fald. Stalin greb ind i Pavlenkos manuskript, hvor han ændrede handlingen og endog rettede grammatiske fejl. Han slettede også en kort sekvens, hvor en tysk civil i Berlin bad sin familie om at skynde sig og flygte under Den Røde Hærs fremmarch. Den tyske historiker Lars Karl mente, at dette signalerede Stalins beslutning om at demonstrere, at civilbefolkningen ikke havde noget at frygte fra Sovjetunionen. Filmen var den første spillefilm om Slaget om Berlin og begivenhederne i Hitlers førerbunker før Georg Wilhelm Pabsts Sidste akt fra 1955.
Den russiske filmmand Edvard Radzinskij, søn af manuskriptforfatteren Stanislav Radzinskij, fortæller, at han far havde hørt fra Pavlenko, at Lavrentij Berija havde fortalt ham, at Den store arv var en "sublim film", der var tænkt til at identificere Stalin med Jesus og Lenin med Johannes Døberen, og derved Stalin som Messias. Radzinskij tilføjede, at Berlins fald "videreudviklede temaet", da filmen ender "med en apoteose: Stalin ankommer med fly... I en engels hvide påklædning, der stiger ned fra skyerne", og "åbenbarer sig for de forventningsfulde mennesker... De herliggør Messias i alle verden tungemål." Den russiske historiker Aleksandr Prokhorov mener, at filmen er påvirket af de nazistiske propagandafilm. Forfatteren John Riley hævder, at scenen, hvor Stalins fly ankommer til Berlin (hvilket var fiktivt; Stalin fløj aldrig til den tyske hovedstad, endsige på dagen for erobringen af Rigsdagen) blev modelleret efter Hitlers landgang i Nürnberg fra Viljens triumf (1935), og at filmens slutning var inspireret af en lignende sekvens fra Kolberg (1945); stormen af Rigsdagen "parodierede" massakren på Odessa-trappen fra Panserkrydseren Potemkin, en gestus, der skulle håne Sergej Eisenstein.
Ifølge Stalins datters, Svetlana Allilujevas, erindringer forslog Tjiarueli hendes far at inddrage Stalins søns skæbne i filmens handling. Stalin afslog meget bestemt dette. Den sovjetiske skuespiller Artyom Karapetian hævdede, at Tjiaurelis hustru fortalte ham, at Stalin blev så rasende, da han hørte forslaget, at Lavrentij Berija, der stod ved siden af, havde grebet efter sin pistol. Tjiruelis datter, fortalte, at hendes far vidste, at han "var reddet", da Stalin mumlede "Hvis bare jeg var taget til Berlin", da han så scenen i filmen.

### Optagelser
Tjiaureli bragte omkring 10.000 sovjetiske statister til Berlin til optagelserne og hyrede også mange lokale beboere til scenen, hvor undergrundsbanen oversvømmes. Han kunne ikke filme i Rigsdagen, da den lå i den britiske zone i Vestberlin, og optog derfor i stedet de fleste af optagelserne i UFA's tidligere studier i Babelsberg, der lå i den sovjetiske zone. De fleste af de scener, der foregår i den tyske hovedstad, blev optaget i ruinbyer i de baltiske lande. Derudover blev der fremstillet en over en kvadratkilometer stor skalamodel af Berlin i Mosfilms studier i Moskva, hvor der i miniaturemodellen skulle skabes kampscenerne i byen i filmens anden del.
Den sovjetiske hær stillede fem divisioner til rådighed samt deres understøttende artilleriformationer, fire kampvognsbataljoner, 193 militærfly og 45 erobrede tyske kampvogne for at genskabe kampscenerne i Berlins fald. Der blev forbrugt 1,5 millioner liter brændstof under optagelserne.
Berlins fald var en af de første farvefilm produceret i Sovjetunionen. Producenterne brugte Agfacolor-film, taget fra UFA's studier i Neubabelsberg.

### Musik
Komponisten Dmitrij Sjostakovitj, der i 1948 blev beskyldt for "formalisme", blev beordret til at skrive musik til filmen. Komponisten Vano Muradeli skrev senere, at Sjostakovitjs bidrag til Berlins fald og andre stalinistiske film var det eneste, der reddede ham fra forfølgelse af den politiske ledelse i USSR. Udover Sjostakovitjs musik benyttede Tjiaureli en sekvens af Felix Mendelssohns brudemarch i scenen, hvor Hitler og Eva Braun bliver gift. Medelssohns brudemarch var forbudt i Nazi-Tyskland: det er uklart, om Tjiaureli ønskede at håne nazisterne ved at anvende musikstykket i bryllupsscenen, eller om han blot ikke kendte til forbuddet.

## Modtagelse

### Datidens reaktion
Berlins fald blev udgivet en måned efter Stalins 70 års fødselsdag den 21. januar 1950 på 26. årsdagen for Vladimir Lenins død. Filmen blev i USSR set af 38,4 mio. biografgængere, hvilket gjorde filmen til den tredjemest sete film det år. Instruktøren Mikhail Tjiaureli, manuskriptforfatteren Pjotr Pavlenko, fotografen Leonid Kosmatov, komponisten Dmitrij Sjostakovitj og skuespillerne Mikhail Gelovani, Boris Andrejev og  Vladimir Kenigson modtog alle Stalinprisen af 1. klasse for deres arbejde. Filmen vandt førsteprisen ved Tjekkoslovakiets Karlovy Vary International Film Festival.
På dagen for filmens udgivelse udgav det sovjetiske Literaturnaja Gazeta en klumme, hvori filmen blev beskrevet som "vidunderlig... en sandfærdig skildring af forholdet mellem folket og lederen... og alle menneskers kærlighed til Stalin." En dag efter skrev Vsevolod Pudovkin i magasinet Sovjetkunst: "dette er et fremragende sovjetisk filmværk", der præsenterede "i dyb dybde og i stor skala... en modig, kreativ belysning af emnet... en livlig demonstration af den stadigt udviklende genre af socialistisk realisme." Filmen blev entusiastisk promoveret af den sovjetiske presse. En række artikler i Pravda roste filmen som en autentisk repræsentation af historien.
De offentlige reaktioner på filmen blev overvåget af regeringen: i et memorandum til Mikhail Suslov (medlem af præsidiet for den øverste sovjet) fra 11. marts 1950, skrev to embedsmænd fra kommunistpartiets propagandaafdeling, at Kunst og liv modtog adskillige breve fra seere, som – selvom de generelt godkendte filmen – kritiserede forskellige aspekter af plottet; mange af dem nævnte Ivanovs drengeagtige adfærd som uværdig for en Stakhanovit (medlem af eliteenheden). Oberstløjtnant Jevgeni Tjernonog, en krigsveteran, så Berlins fald, og kommenterede offentligt: "Og hvor kom denne engel fra? Vi har ikke set ham der". Han blev arresteret og dømt til otte år i Gulag.
Det politiske etablissement i DDR promoverede også i høj grad filmen; den blev officielt klassificeret som en dokumentarfilm, og alle soldater fra det "Kasernierte Volkspolizei" (DDR's uofficielle hær) var forpligtet til at se den. Imidlertid blev Berlins fald modtaget med ringe entusiasme af befolkningen. Flere år senere skrev direktøren for DDR's statslige filmdistributør  Progress Film i en artikel i magasinet Deutsche Filmkunst den 30. oktober 1959, at befolkningens manglende begejstring var resultatet af påvirkningen af årelang anti-sovjetisk propaganda på det tyske folk.
Den franske filmkritiker og kommunist Georges Sadoul skrev i Les Lettres Françaises: "I USSR er film ikke længere brugsgenstande... De er blevet et middel til at sprede ideologi og er produceret af ingeniører af den menneskelige sjæl... Nogle æstetikere fremhæver i dag  amerikanske film noirs, men i fremtiden vil kun specialister være interesserede i disse rædselsfulde museumsgenstande, resterne af en død epoke... hvorimod flertallet af mennesker vil hylde Berlins fald." Filmen solgte 815.116 billetter.
Da filmen i 1952 blev importeret til Storbritannien af "Society for Cultural Relations with the USSR" i 1952, overvejede de britiske filmcensorer at forbyde den, især da filmen angreb premierminister Winston Churchill. Lukkede visninger af filmen blev arrangeret af Det britiske parlament og for premierministeren i hans privatbolig. Churchill skrev til historikeren Hugh Trevor-Roper i maj og spurgte ind til filmens scene med Hitlers underjordiske oversvømmelse i Berlin. Historikeren svarede, at det var at "mytologisere" historien. Efter at udenrigsministeriet konkluderede, at filmen var "for ensidig til at tjene som en effektiv kommunistisk propaganda", blev den frigivet uden scener klippet ud, men med en lang kommentar, der understregede "fordele ved at leve i det frie britiske samfund", og at de sovjetiske manuskriptforfattere fuldstændig ignorerede de vestallieredes rolle i krigen. Filmen blev det mest succesrige sovjetiske og udenlandske film om Anden Verdenskrig, der blev vist i Storbritannien i 1940'erne og 1950'erne. Tony Shaw bemærkede, at Berlins fald for det meste fik positive anmeldelser under de seks ugers visning i London og dets efterfølgende visninger i landet, selvom nogle også kommenterede, at det var overdreven propaganda; kritikerne ved The Sunday Times og Evening Standard mente begge, at sovjetternes ignorering af Storbritanniens og USA's bidrag til sejren svarede til den samme behandling, som Røde Hær fik i vestlige produktioner om krigen.
Filmen var en af de få fremmedsprogede film, der blev præsenteret i BBC's program Current Release; tidligere krigskorrespondent Matthew Halton blev inviteret til at kommentere det. Det amerikanske magasin Variety beskrev det som "Det russiske svar på de mange amerikanske og britiske film om krigen... har en vis nutidig betydning i lyset af spændingerne mellem Vesten og Sovjetunionen." The New York Times'-kritiker kaldte filmen en "overdøvende blanding af historisk hedenskab og ønsketænkning... instrueret som om hans (Tjiaurelis) liv afhang af det" og at det værste ved filmen var, at den havde en slutning, som var det udtænkt i Hollywood. Han afviste også filmens skildring af Jaltakonferencen. Den amerikanske distributør oplyste, at filmen allerede få dage efter premieren i juni 1952 var blevet set af 1,2 millioner mennesker.

### Af-stalinisering
Stalins død i marts 1953 medførte en skarp drejning i Østblokkens politik. Efter at Berija var blevet arresteret, blev Tjiaureli af den nye ledelse instrueret om at forlade Moskva. Det blev besluttet ikke længere at vise Berlins fald. Et direktiv fra det sovjetiske filmeksportbureau om at standse visningen nåede DDR i juli 1953. I løbet af sommeren 1953 blev scenen med Aleksej Ivanov, der spiste middag med Stalin og de andre sovjetiske ledere i Moskva, blev klippet ud af alle tilgængelige kopier.
Den 25. februar 1956 holdt Nikita Khrusjtjov en tale, der fordømte Stalins personkult ved den 20. kongres for Sovjetunionens kommunistiske parti. Som en del af talen sagde Khrusjtjov:
"Lad os tænke på filmen Berlins fald. Her er det kun Stalin, der træffer beslutninger. Han udsteder ordrer i en sal, hvor der er mange tomme stole. Kun én mand henvender sig til ham for at rapportere noget til ham – det er Poskrjobysjev... Og hvor er den militære kommando? Hvor er politbureauet? Hvor er regeringen? Hvad laver de, og hvad er de involveret i? Der er intet om dem i filmen. Stalin handler for alle, han regner ikke med nogen. Han spørger ingen til råds. Alt bliver vist for folket i dette falske lys. Hvorfor? For at omgive Stalin med herlighed – i modsætning til kendsgerningerne og i strid med den historiske sandhed."
Efter Khrusjtjovs tale blev filmen fuldstændig forbudt, og alle kopier sendt i arkiv. Den blev dog fortsat vist i Folkerepublikken Kina, hvis ledelse modsatte sig Khrusjtjovs kritik af Stalin. De pro-stalinistiske demonstrationer i Georgiske SSR i marts 1956 havde bl.a. som krav, at filmen blev frigivet til visning.

### Analyse
Historikeren Nikolas Hüllbusch betragtede Berlins fald som en manifestation af Stalins styrkede politiske magt. Han sammenlignede den med den første fiktionsfilm med udgivelsen af Lenin i 1918 fra 1939, som skildrede Stalin som Lenins mest hengivne discipel; og til Den store arv, hvor han bliver valgt som Lenins arving og aflægger ed på vogte arvet og Lenins eftermæle. I Berlins fald har Lenin ingen indflydelse på plottet. I stedet for at være statsstifterens efterfølger, var Stalins legitimitet nu baseret på hans ledelse af USSR under krigen.
Denise Youngblood skrev, at selvom filmen ikke var den første, der portrætterede Stalin som "krigshelt" - det blev allerede gjort i film som Slaget om Stalingrad fra 1949 – Berlins fald ophøjede ham til en ny status: "det guddommeliggjorte Stalin." Richard Taylor påpegede, at Stalin var den eneste beslutningstager i filmen, den eneste ansvarlige for sejren over Tyskland og alle andre karakterer var enten underdanige eller antagonistiske. Stalins stoiske ro blev understreget ved bevidst at sætte den i kontrast til Hitlers hysteriske raseri og til Georgij Sjukovs langsomme humor, som blev portrætteret i overensstemmelse med Sjukovs lave politiske status i slutningen af 1940'erne, efter at Stalin havde underkendt Sjukovs indsats. Sjukov var end ikke blandt de generaler, der modtog Stalin i Berlin. Udover dette roser de fleste karakterer – fra Natasja til Gerd von Rundstedt – ham som en stor leder. Forfatteren Katerina Clark fremhævede, at Stalin, udover sin funktion som en stor militær leder endvidere forløste et romantisk forhold: før Aleksej mødte Stalin, var han ude af stand til at udtrykke sin kærlighed til Natasja. Slavoj Žižek bemærkerede at Stalins rolle var som "magikeren og "giftekniven", der klogt leder parret til genforening." Aleksejs karakter var ikke beregnet til at blive opfattet som et individ, men snarere et symbol for hele det sovjetiske folk: han blev afbildet som en arketypisk arbejder; hans fødselsdato er angivet som 25. oktober 1917 dagen for Oktoberrevolutionen.
Filmen afspejlede tillige den politiske situation i Europa kort efter krigen. Tyrkiet, som var et neutralt land under krigen, men i konfrontation med Sovjetunionen efter krigen som følge at adgangen til Bosporus, blev portrætteret som om det var en aksemagt; den tyrkiske ambassadør hilste endda på Hitler. Vatikanets ambassadør Cesare Orsenigos nazistiske sympatier blev også understreget. Churchill, der blev set som en fjende efter hans Fultontale i 1946, blev portrætteret meget negativt.
Filmen betragtes af mange kritikere som indbegrebet af Stalins personlighedskult: Denise Youngblood skrev "det var umuligt at gå længere" i "ærbødighed" af ham; Philip Boobbyer hævdede kulten nåede "ekstraordinære proportioner" med udgivelsen; Lars Karl mente, at den "stod over enhver anden del af kulten"; Slavoj Žižek betragtede den som den "øverste hylde af det stalinistiske epos" Nikolas Hüllbusch kommenterede, at det var zenit af repræsentationen af Stalins filmiske "alter-ego"; og Richard Taylor mente det var "apoteosen af Stalins Stalinkult".